# Alexandre Munz
Alexandre Munz, né Alexandre Munz de La Caffinière le 13 mars 1971 à Savigny-sur-Orge (Essonne), est un danseur, chorégraphe et pédagogue français.
Alexandre Munz a été soliste principal du Deutsche Oper Berlin. À l'âge de 30 ans, souffrant de blessures chroniques, il démissionne de son poste, se consacre à la chorégraphie et à des recherches sur l'anatomie fonctionnelle et la formation des danseurs.

## Biographie

### Jeunesse et formation
Alexandre Munz naît le 13 mars 1971. Il intègre l'école de danse de l'Opéra de Paris à l'âge de 12 ans. À la fin de ses études, il remporte la médaille d'or et le prix spécial du Jury du Concours international de Montpellier. À cette occasion, Josette Amiel, ancienne danseuse étoile de l’Opéra de Paris, le repère et le présente à Robert Denvers, directeur artistique, qui l'engage comme membre du corps de ballet au Ballet royal de Flandre à Anvers. Dès la seconde année, il est nommé demi-soliste.

### Carrière de danseur
En 1992, il est appelé comme soliste du Wiesbadener Ballett sous la direction du danseur Ben Van Cauwenbergh.
En 1993, après avoir dansé le rôle titre de James dans La Sylphide de Peter Schaufuss, celui-ci engage Alexandre Munz comme soliste principal du Deutsche Oper Berlin, sous les directions artistiques successives de Peter Schaufuss, Ray Barra, Richard Cragun. Durant sa carrière, Alexandre Munz acquiert un répertoire classique, néoclassique et contemporain.
En 1999, à l’âge de 30 ans, souffrant de blessures chroniques, Alexandre Munz met fin à sa carrière de soliste principal.

### Carrière de chorégraphe et pédagogue
De retour en France, Alexandre Munz devient chorégraphe. Il est d'abord sollicité par le National Opera and Ballet de Bulgarie pour chorégraphier les ouvrages lyriques de La Traviata et Aida. Ses propres ouvrages chorégraphiques illustrent ensuite son écriture axée autour du mouvement cinétique[pas clair].
Parallèlement, il s'interroge sur l'anatomie fonctionnelle et la formation des danseurs et cherche des liens entre la créativité et les études scientifiques sur le mouvement, le corps et le mental. Il revisite alors la formation classique à la barre, qu'il croise avec de nouvelles stratégies motrices conçues sur la notion de tridimensionnalité[Quoi ?]. Les premiers exercices à la barre voient le jour. La méthode porte tout d'abord le nom de « barre de face en chaînes croisées ». Les fondamentaux de cette pédagogie à la barre s'architecturent pendant 4 mois, puis Alexandre Munz commence à enseigner auprès du grand public et des professionnels de la danse. Il approfondit ses recherches dans une pratique somatique au sol qui porte alors le nom d'« Atelier au sol en chaînes croisées ».
En 2006, Alexandre Munz acquiert la conscience théorique de ses recherches d'entraînement corporel au croisement de la biomécanique contemporaine et des neurosciences. Il rencontre Odile Rouquet, fondatrice de l'AFCMD (analyse fonctionnelle du corps dans le mouvement dansé) et professeure au Conservatoire national supérieur de musique et de danse de Paris. Depuis les années 1990, l’anatomie fonctionnelle est en effet devenue une discipline incontournable dans le domaine de la danse ; elle est aujourd'hui enseignée dans les institutions nationales françaises.
En 2008, ses recherches sur l’atelier au sol en chaînes croisées et la barre de face en chaînes croisées sont repérés par l’INSEP. Alexandre Munz développe alors des liens avec le sport : de la Fédération française de natation à celle du canoë-kayak, en passant par les tennismen de Roland Garros, ses méthodes servent à l’entraînement des athlètes de haut niveau, et contribuent à la formation de coachs sportifs au sein de l’INSEP.
En 2011, il est lauréat de l'ARPD (Aide à la recherche et au patrimoine de la danse). Une recherche scientifique est financée par le ministère français de la Culture et de la Communication. Elle dure un an au sein d'établissements nationaux des domaines de la danse, du sport, du cirque et de la médecine. Il poursuit ses recherches en collaboration avec d’autres domaines tels que la psychomotricité, la biomécanique, et les neurosciences qui testent et valident les méthodes  de l'atelier au sol en chaînes croisées et de la barre de face en chaînes croisées.
Grâce à ce soutien, un traité scientifique, Théorisation d’une recherche empirique innovante : l’application des chaînes croisées en danse classique, au service de la performance et du mieux-être des corps, écrit par Tiphanie Vennat, psychomotricienne de l’ISRP (Institut supérieur de rééducation psychomotrice) et Alexandre Munz, est archivé au Centre national de la danse.
Il met alors au point deux autres méthodes, une approche chorégraphique du mouvement par imagerie mentale, et une pratique de fitness à la barre. La pédagogie d'Alexandre Munz prend alors le nom de SAFE, acronyme de Spine Advanced Functional Empowerment, connue aujourd'hui sous le nom de méthodes MUNZ.
En 2011, il est invité à présenter son travail lors de la conférence annuelle organisée du 19 au 23 juin à Paris par CORPS (Council of Organized Researchers for Pedagogical Study) de Ballet International - États-Unis, une organisation professionnelle dédiée à favoriser l'excellence dans l'enseignement, la recherche, la performance, la création en ballet. From Ballet’s Origins to 21st Century Innovations est le thème de cette quinzième conférence. Nola Nolen Holland, présidente élue de CORPS, nomme Alexandre Munz membre honorifique de l'organisation,. Ils[Qui ?] l'invitent l'année suivante à participer à la seizième conférence annuelle de CORPS de Ballet International à Pittsburgh, États-Unis.
En 2013, à Paris, sous la direction de Robyn Orlin, chorégraphe sud-africaine, il participe à The Conscious Body (II): Performance and spectating. Cette résidence réunit des neuroscientifiques et des artistes de la scène pour échanger, étudier et explorer ensemble l'expérience de la performance,.
Il est invité comme conférencier lors de colloques internationaux sur l'éducation et la formation des danseurs. En 2014, il présente son travail dans un congrès international, L’innovation pédagogique des arts et techniques du spectacle, une mission permanente, organisé par el Teatre Institut, Barcelone. Puis, en 2015, à la conférence internationale initiée pour l'éducation, en partenariat avec les éducateurs, les décideurs, les chorégraphes et le personnel médical, Beyond Ballet why and how, organisée par ArtEZ, University of Arts à Arnhem aux Pays-Bas,.
En 2015, il est invité par Natalie Sebanz, neuroscientifique de la Central European University de Budapest, un groupe de dix neuroscientifiques expérimentent les méthodes Munz Floor et Munz Barre. Puis il expose et applique ses travaux dans plusieurs universités des États-Unis, dont l'université Brigham-Young, la UGA Ballet Ensemble University of Georgia, l’université des arts d’Idyllwild et l’université d’Akron ,,,,.
En 2016, Alexandre Munz reçoit le prix Yves Brieux-Ustaritz de la Fondation de France. La même année, le gouvernement américain lui attribue une carte verte « pour talent extraordinaire » en reconnaissance de ses travaux d’innovation.
Il s'installe alors à San Francisco. The SAFE Project devient l'entreprise Maison Munz. Depuis 2018, dans le cadre de cette entreprise, Alexandre Munz se consacre à la formation de coachs en Europe, aux États-Unis, au Canada et en Asie. Aujourd'hui, la méthode est diffusée internationalement.
En janvier 2022, les éditions Eyrolles Bien-Être publient le premier livre d'Alexandre Munz consacré à la méthode Munz Floor, Le Pouvoir extraordinaire des fascias en mouvement.

## Filmographie
- 2012 : reportage carnet de santé - Quand la danse devient une thérapie pour le magazine de la santé France 5 [18].
- 2012 : court-métrage « Esquisses » du réalisateur Damien Lecointre Nedelec met en scène Alexandre Munz dansant autour d’une barre de danseur.
- 2014 : une sélection d’exercices S.A.F.E Floor est diffusée grâce à la vente d’un DVD produit par la Brigham Young University, États-Unis.
- 2015 : Lola, Lumière, Hydra, une trilogie de l’artiste allemande Florence Freitag en collaboration avec le cameraman monteur Johannes Plank et le compositeur berlinois Fabian Russ, chorégraphie d’Alexandre Munz. La trilogie fait le tour du monde en sélection officielle des festivals de vidéo-danse[19],[20],[21].
- 2017 : reportage La méthode Safe pour soulager les douleurs du dos de Ludovic Moreau pour France 3, Provence Alpes Côte d'Azur [22].

## Distinctions
- En 2013, Alexandre Munz est nommé membre de l'Unesco - Conseil international de la danse par le Président de l’Unesco le Professeur Alkis Raftis.
- En 2014, il devient membre honorifique de l'organisation CORPS de Ballet international, États-Unis [6].
- En 2016, il est lauréat de la bourse de la Fondation Yves Brieux Ustaritz, France [23].
- En 2017, Maison Munz est sélectionnée en tant qu’entreprise avec un " impact social majeur " par le Sport social business lab sponsorisé par le Comité National Olympique, la Mairie de Paris, et Yunus Nobel Prize. Avec 5 autres athlètes de haut niveau sélectionnés dans le monde, Alexandre Munz et Maison Munz entrent en incubation à San Francisco, États-Unis pour une durée d’un an[24].